# لویاتان و پمپ باد
لویاتان و پمپ باد: هابز، بویل و زندگی تجربی (به انگلیسی: Leviathan and the Air-Pump: Hobbes, Boyle, and the Experimental Life)، (منتشر شده در سال ۱۹۸۵) کتابی نوشته استیون شیپین و سایمون شفر است. این اثر در قالب مناظره‌ای بین رابرت بویل و توماس هابز، آزمایش‌های پمپ باد بویل در دهه ۱۶۶۰ را بررسی می‌کند. در سال ۲۰۰۵ به شاپین و شفر جایزه اراسموس برای این اثر اهدا شد.
در سطح نظری، این کتاب روش‌های قابل قبول تولید دانش و عوامل اجتماعی مرتبط با سیستم‌های دانش مختلف را که بویل و هابز ترویج می‌کنند، بررسی می‌کند. «لویاتان» در عنوان کتاب هابز در مورد ساختار جامعه، لویاتان، یا ماده، شکل و قدرت یک ثروت مشترک کلیسایی و مدنی و «پمپ باد» ابزار مکانیکی رابرت بویل است. این کتاب همچنین حاوی ترجمه‌ای توسط شفر از دیالوگ فیزیک طبیعی هوای هابز است. به بویل و دیگرانی که انجمنی را برای تحقیقات تجربی تأسیس کردند، حمله کرد، که به‌عنوان انجمن سلطنتی شناخته شد.